# Râul Valea Lupului, Holbav
Râul Valea Lupului este un afluent al râului Holbav.  

## Hărți
- Harta județul Brașov
- Harta munții Perșani  Arhivat în 13 iunie 2008, la Wayback Machine.